# Heek (vis)
De Europese of gewone heek (Merluccius merluccius) is een zeevis uit de familie van de heken. Carl Linnaeus beschreef de vis als Gadus merluccius, dus als lid van de familie van de kabeljauwen (Gadidae). Heken vormen echter sinds de negentiende eeuw een aparte familie die onderdeel is van de orde van de kabeljauwachtigen (Gadiformes).

## Beschrijving
De maximale lengte is 1,4 meter en het maximale gewicht 15 kilogram. Gemiddeld is de vis 45 centimeter lang. Het lichaam is slank, de flanken zilverkleurig, de kop is relatief groot. Er zijn twee rugvinnen, een met 9-11 en de tweede met 36-40 vinstralen. Er is één aarsvin met 36-40 vinstralen.

## Leefgebied
De heek leeft voornamelijk in het oostelijk deel van de Atlantische Oceaan, vooral aan de randen van het continentaal plat. Hij is minder algemeen in de Noordzee en verschijnt sporadisch aan de kust van de Lage Landen; soms (in 1964) is er een kleine invasie.

## Relatie tot de mens
Voor de Nederlandse beroepsvisserij is de heek van weinig belang, maar dat geldt niet voor de beroepsvisserij elders. In Zuid-Europa wordt deze vis veel gegeten, vooral in Spanje en Portugal, onder de naam merluza, respectievelijk pescada. Ook wordt de vis verwerkt in lekkerbekken. Er zijn aanwijzingen dat het bestand wordt overbevist.